# Oggetti non stellari nella costellazione dell'Ottante
Principali oggetti non stellari presenti nella costellazione dell'Ottante.

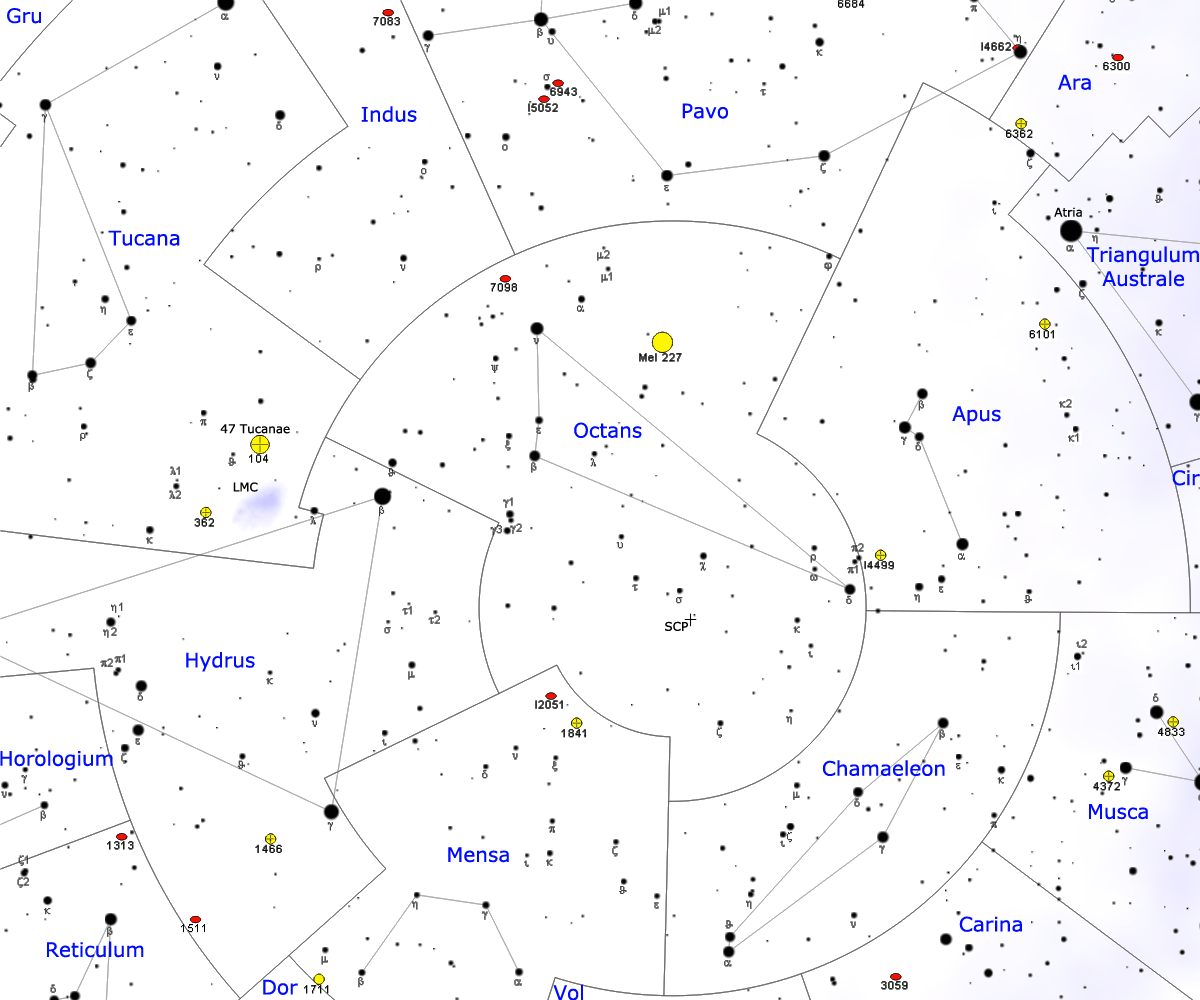
Mappa della costellazione dell'Ottante.

## Ammassi aperti
- Mel 227

## Galassie
- NGC 2573
- NGC 6438
- NGC 6438A
- NGC 7098
- PGC 10922